# Kreisgericht Eisenach (Großherzogtum Sachsen-Weimar-Eisenach)
Das Kreisgericht Eisenach war vom 1. Juli 1850 bis 1879 ein Mittelgericht im Großherzogtum Sachsen-Weimar-Eisenach mit Sitz in Eisenach.

## Geschichte
Im Zuge der 1850 im Großherzogtum Sachsen-Weimar-Eisenach erfolgten Trennung der Rechtsprechung von der Verwaltung und der zeitgleichen Aufhebung der Patrimonialgerichtsbarkeit wurden Justizämter und Stadtgerichte als Eingangsgerichte geschaffen. Als Mittelgerichte wurden Kreisgerichte neu eingerichtet. Deren Aufgaben waren im Gesetz über die Zuständigkeit der Gerichte geregelt. Das Kreisgericht Eisenach hatte die besondere Aufgabe, Eingangsgericht in bürgerlichen Sachen für Personen mit privilegierten Gerichtsstand zu sein. Die waren die Angehörigen des ehemaligen Reichsadels, die im Besitz früher reichsunmittelbarer Güter waren.
Dem Kreisgericht Eisenach waren das Stadtgericht Eisenach, das Militärgericht Eisenach und die Justizämter Creuzburg, Dermbach, Eisenach, Geisa, Gerstungen, Kaltennordheim, Lengsfeld, Ostheim vor der Rhön, Tiefenort und Vacha nachgeordnet.

## Auflösung
Mit Inkrafttreten des Gerichtsverfassungsgesetzes am 1. Oktober 1879 wurde die Justizämter in Amtsgerichte, darunter das Amtsgericht Eisenach umgewandelt. Die Kreisgerichte wurden aufgehoben. Die Aufgaben des Kreisgerichts Eisenach übernahm das neu errichtete Landgericht Eisenach. Dabei wurden die Gerichtsbezirke per Ministerial-Bekanntmachung festgelegt.

## Richter
- Julius Appelius (Kreisgerichtsdirektor)